# Bensheim-Auerbach (stacja kolejowa)
Bensheim-Auerbach – stacja kolejowa w Bensheim, w kraju związkowym Hesja, w Niemczech. Jest historycznym pomnikiem kultury stojącym w sąsiedztwie dzielnicy Auerbach. Znajdują się tu 2 perony i 3 krawędzie peronowe (krawędź 1 i 2 są regularnie używane) dostępne jedynie  kolejom regionalnym.

## Historia
Stacja Bensheim-Auerbach została zbudowana w 1850 na linii z Frankfurtu nad Menem do Heidelbergu. Projekt został stworzony przez architekta miasta Darmstadt Georga Mollera.

## Charakterystyka
Stacja według klasyfikacji Deutsche Bahn posiada 6 kategorię. Numer stacji to 0489.
W grudniu 2007 Deutsche Bahn AG ogłosiło, że zamierza sprzedać stację. Niedługo potem stacja została sprzedana inwestorowi.

## Połączenia kolejowe
- SE60 – Heidelberg – Weinheim – Bensheim – Darmstadt – Frankfurt am Main (RegionalBahn)

| Bensheim-Auerbach                                                       |  |                            |
| Linia Frankfurt (Main) Hauptbahnhof – Heidelberg Hauptbahnhof (47,2 km) |  |                            |
| Zwingenberg (Bergstraße)odległość: 2,7 km                               |  | Bensheim odległość: 2,3 km |